# Шаккенслебен
Шаккенслебен (нем. Schackensleben) — деревня в Германии, в земле Саксония-Анхальт, входит в район Бёрде в составе коммуны Хоэ-Бёрде.
Население составляет 772 человек (на 31 декабря 2011 года). Занимает площадь 11,66 км².

## История
До 1 января 2010 года, Шаккенслебен образовывал собственную коммуну, куда помимо него входила деревня Кляйн-Зантерслебен.
После проведённых реформ, все населённые пункты ранее независимых коммун: Аккендорф, Айхенбарлебен, Беберталь, Веллен, Грос-Зантерслебен, Иркслебен, Нидерндоделебен, Нордгермерслебен, Охтмерслебен, Хермсдорф, Хоэнварслебен и Шаккенслебен — вошли в состав новой коммуны Хоэ-Бёрде.

## Галерея

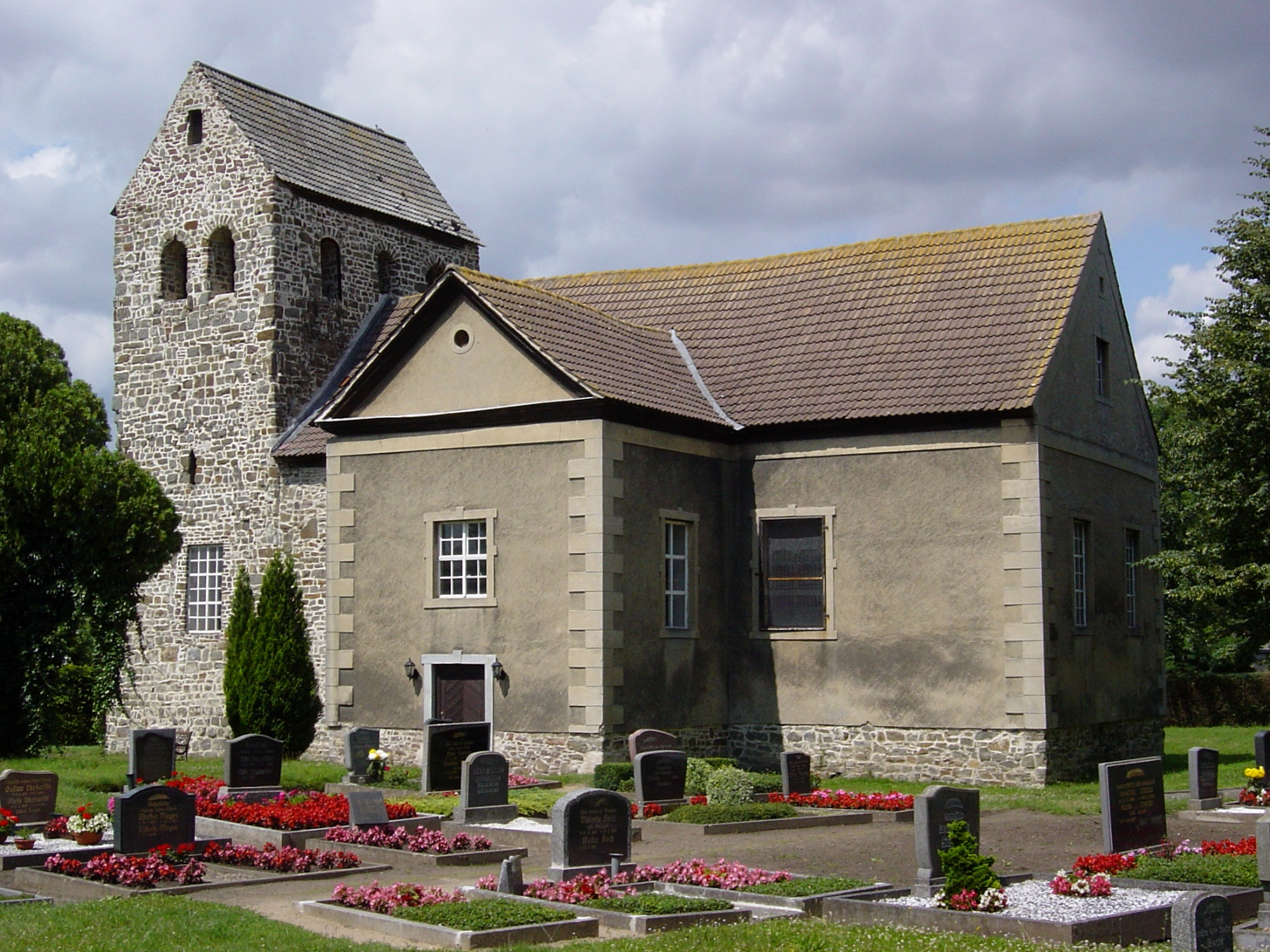
Церковь в Кляйн-Зантерслебене
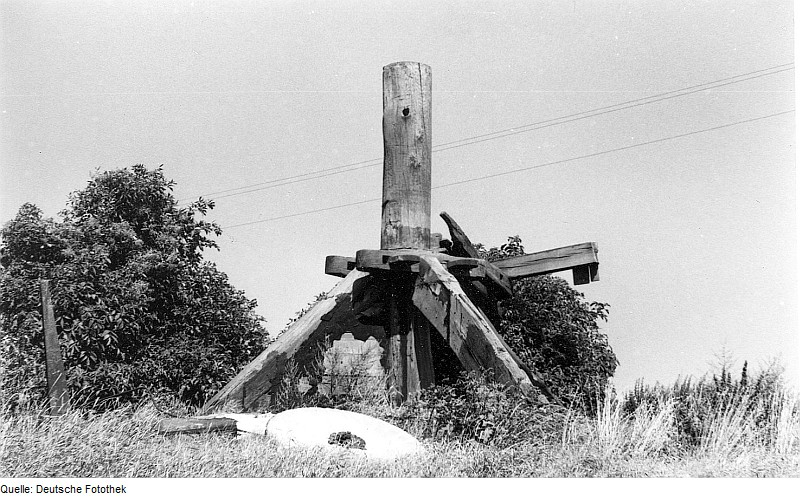
Руины старой мельницы, 1973 год